# Tephrosia spicata
Tephrosia spicata är en ärtväxtart som först beskrevs av Thomas Walter, och fick sitt nu gällande namn av John Torrey och Asa Gray. Tephrosia spicata ingår i släktet Tephrosia och familjen ärtväxter. Inga underarter finns listade i Catalogue of Life.